# Władysław Mączkowski
Władysław Mączkowski (ur. 24 czerwca 1911 w Ociążu, zm. 20 sierpnia 1942 w Dachau) – polski duchowny katolicki, błogosławiony Kościoła katolickiego.
Syn Szczepana, maturę zdał w 1931 roku w Gimnazjum Męskim w Ostrowie Wielkopolskim. Studiował w seminariach w Poznaniu i Gnieźnie. Święcenia kapłańskie otrzymał w roku 1937 z rąk prymasa Augusta Hlonda.
Na pierwszą placówkę został wysłany do wiejskiej parafii Słupach w diecezji gnieźnieńskiej. Pracował tam przez dwa lata. Latem 1939 r. został skierowany na wikariat do Szubina.
Podczas II wojny światowej pełnił tajnie posługę kapłańską. Po pewnym czasie został skierowany jako administrator do wiejskiej parafii w Łubowie pod Gnieznem.
Aresztowany 26 sierpnia 1940 trafił do przejściowego obozu w Szczyglinie. Po kilku dniach został wywieziony do obozu koncentracyjnego w Sachsenhausen, a stamtąd w grudniu 1940 trafił do obozu w Dachau.
Zmarł 20 sierpnia 1942 r., wycieńczony pracą ponad siły i głodem. Jego ciało spalono w obozowym krematorium.
Beatyfikowany został przez papieża Jana Pawła II w Warszawie 13 czerwca 1999 roku w grupie 108 błogosławionych męczenników.
Uhonorowany został m.in. portretami: w galerii wykładowców i absolwentów w I Liceum Ogólnokształcącym im. Kompałły i Lipskiego (d. Gimnazjum Męskie) w Ostrowie oraz w prezbiterium kościoła Narodzenia Najświętszej Marii Panny w Ociążu.